# Chiang Mai Zoo
Koordinaten: 18° 48′ 32″ N, 98° 56′ 49″ O
Der Chiang Mai Zoo (Thai: สวนสัตว์เชียงใหม่) ist ein Zoo, der sich nahe der Stadt Chiang Mai in Thailand  befindet.

## Geschichte
Anfang der 1950er Jahre begann Harold Mason Young, ein amerikanischer Missionar, eine Tiersammlung aufzubauen. Da sich der Tierbestand bald vergrößerte, erhielt er vom Gouverneur der Provinz die Erlaubnis, für die Tierhaltung ein Waldgebiet am Fuße des Doi Suthep-Berges zu nutzen, und eröffnete 1957 dort einen privat geführten Zoo. Nachdem Harold Mason Young  verstorben war, übernahm die Chiang Mai Provincial Administrative Organization 1975 den Zoo, erweiterte ihn und eröffnete ihn am 16. Juni 1977 für das Publikum.

## Anlagenbereiche

### Pandabärenanlage
Im Rahmen diplomatischer Vereinbarungen erhielt der Chiang Mai Zoo im Jahr 2003 ein Pärchen des Großen Pandas (Ailuropoda melanoleuca) gegen eine Leihgebühr aus China. Für die Tiere wurde extra eine gesonderte Anlage gebaut. Aus der Verbindung der beiden Pandabären entspross im Jahr 2008 ein weibliches Jungtier, das vereinbarungsgemäß im Alter von zwei Jahren nach China übersiedelte. Als das männliche Tier, das den Namen Chuang Chuang trug, 2019 im Alter von 19 Jahren plötzlich starb, beschuldigten chinesische Medien den Zoo, aufgrund einer falschen Ernährung für den Tod des Tieres verantwortlich zu sein. Eine Obduktion ergab hingegen, dass Chuang Chuang infolge einer Herzinsuffizienz verendete.

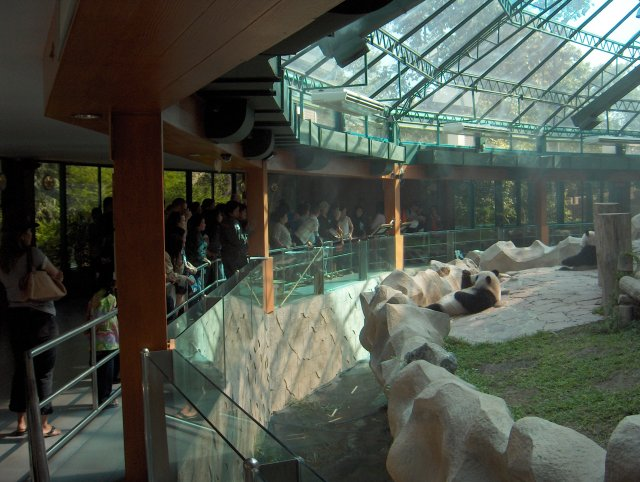
Pandabärenanlage
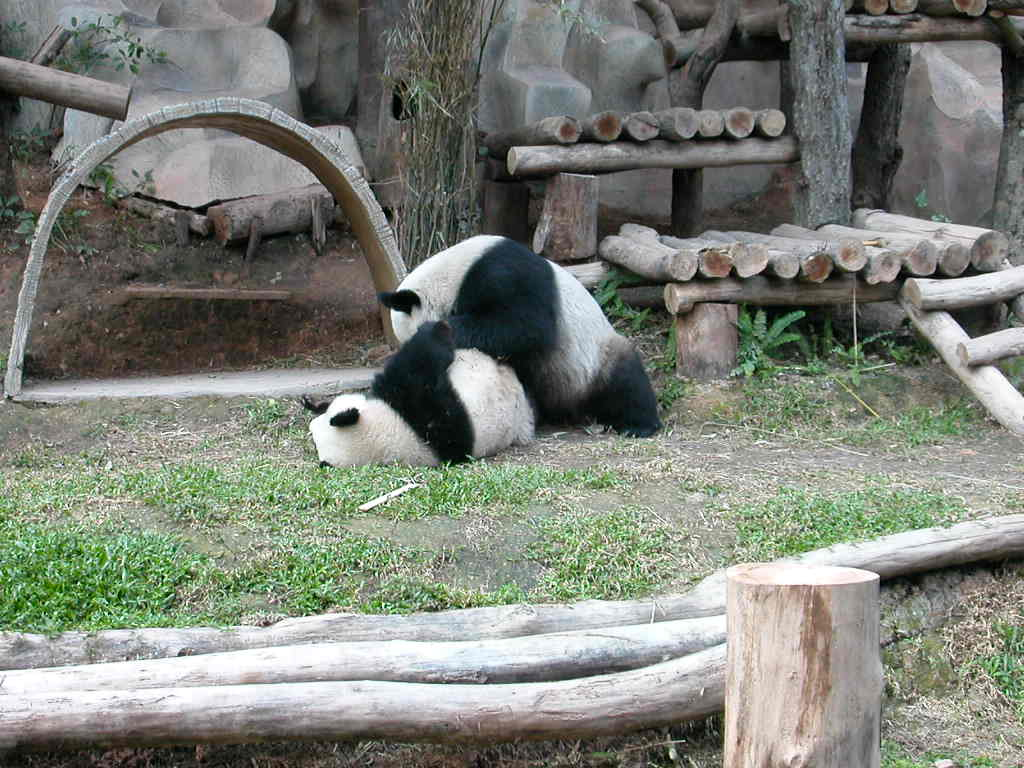
Pandabären beim Spiel
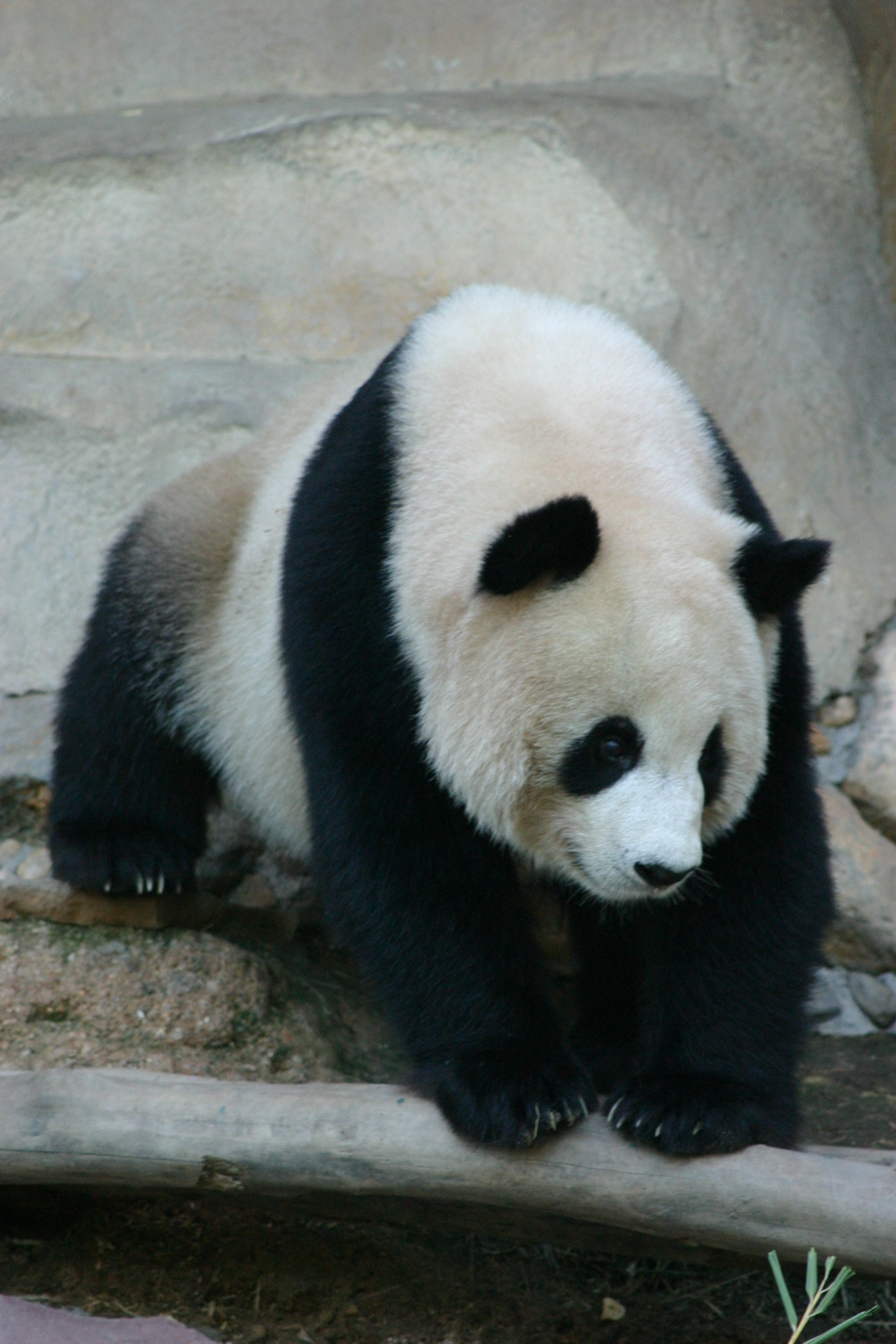
Großaufnahme
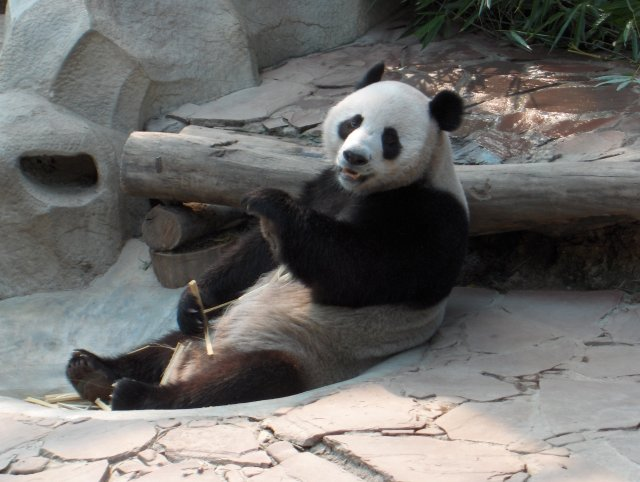
Pandabär ruht

### Aquarium
Dem Zoo angegliedert ist ein im Jahr 2008 eröffnetes Schauaquarium, das mit einem 133 Meter langen Unterwassertunnel ausgestattet ist. Der Tunnel besteht aus klarem Acryl mit einer Dicke von etwas über 2,5 Zoll (6,4 cm) und kann einem Wasserdruck, der einer Wassertiefe von fünf Metern entspricht, sicher standhalten. Es werden sowohl Süßwasser- als auch Meerestiere mit mehr als 20.000 Individuen in mehr als 250 Arten gezeigt. Die Anlage unterstreicht die Bedeutung der aquatischen Arten aus den Ozeanen sowie den Flüssen sowohl aus Asien als auch aus dem Amazonasgebiet.

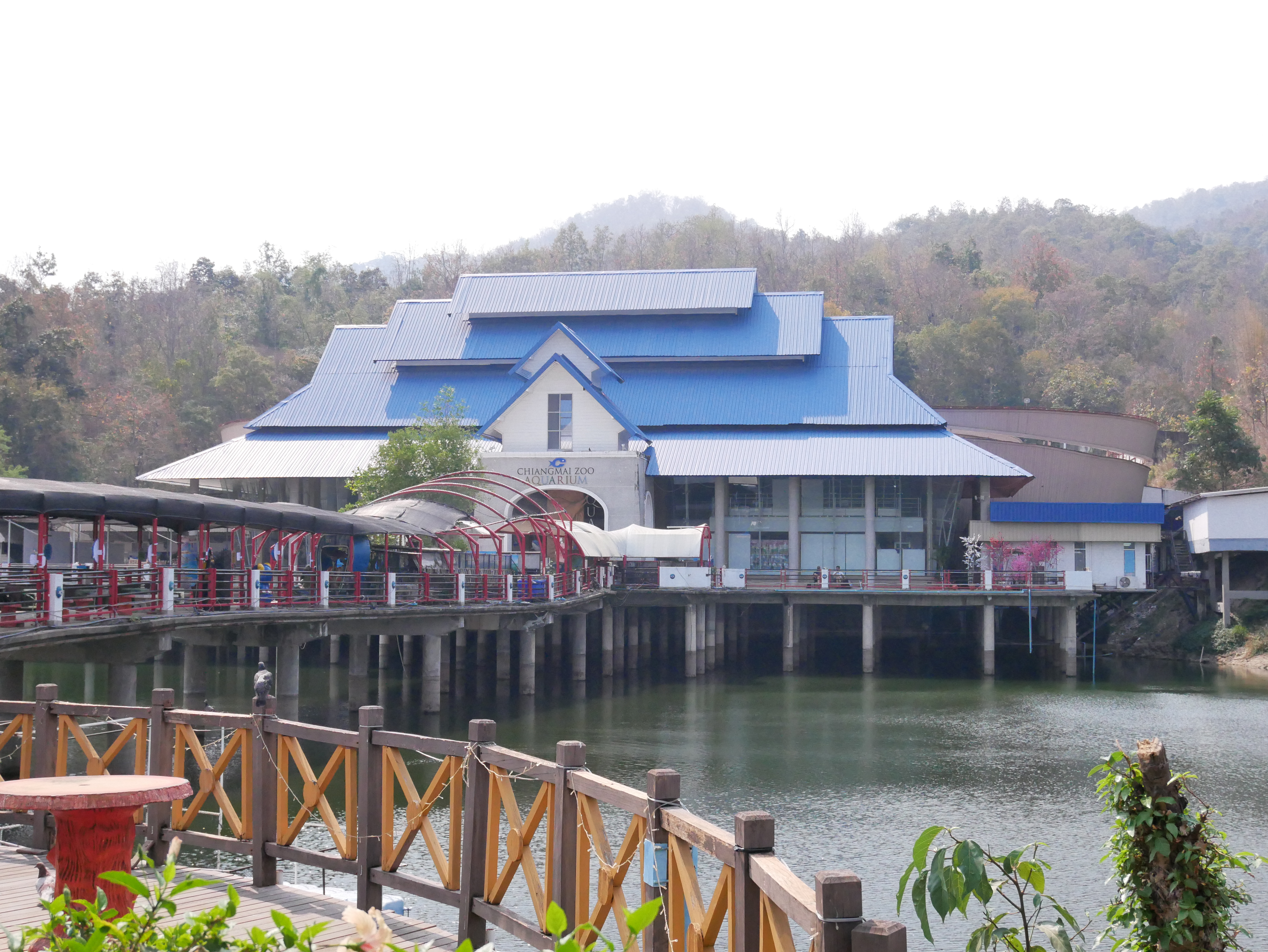
Aquariumsgebäude
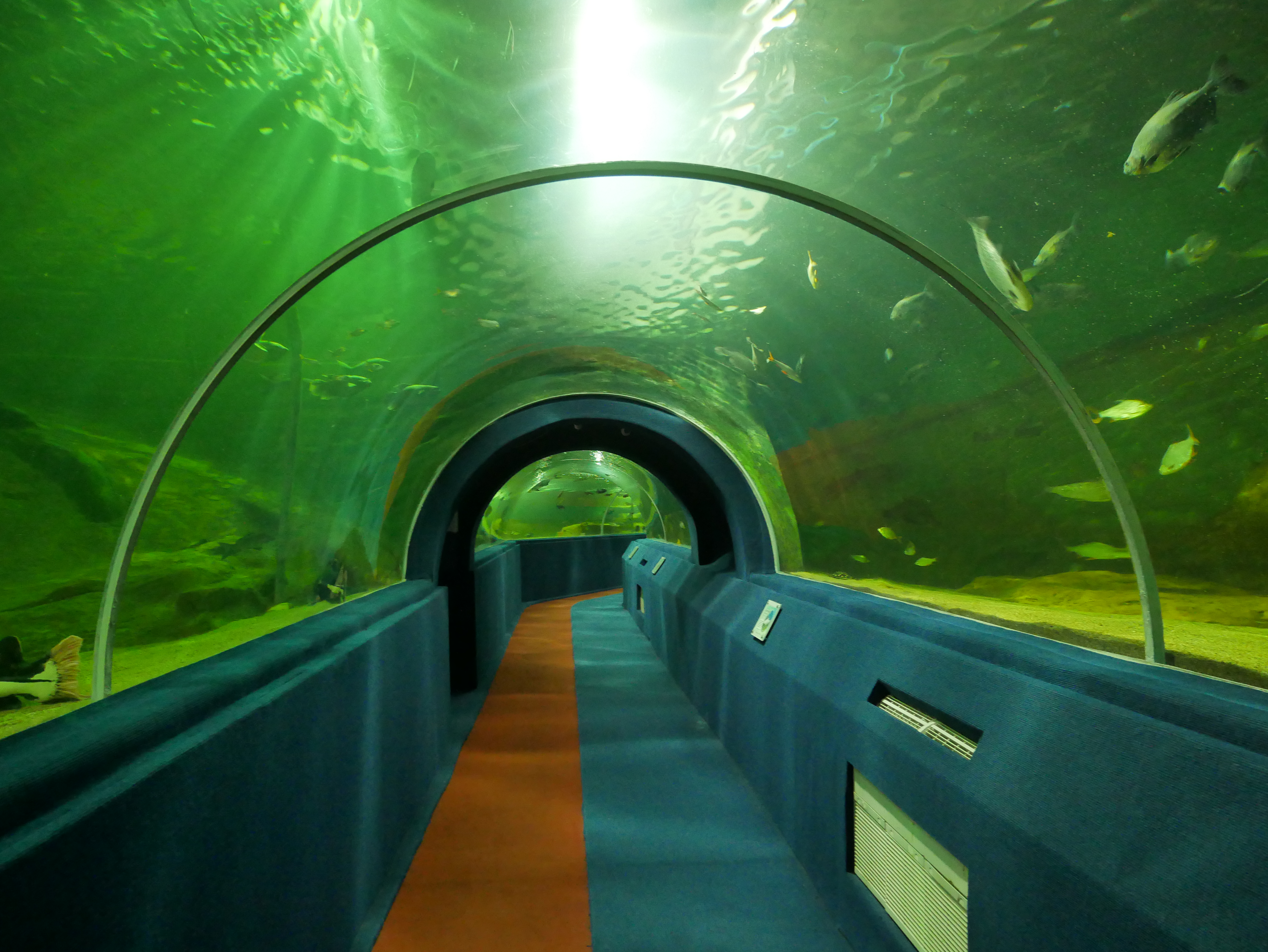
Acrylglastunnel
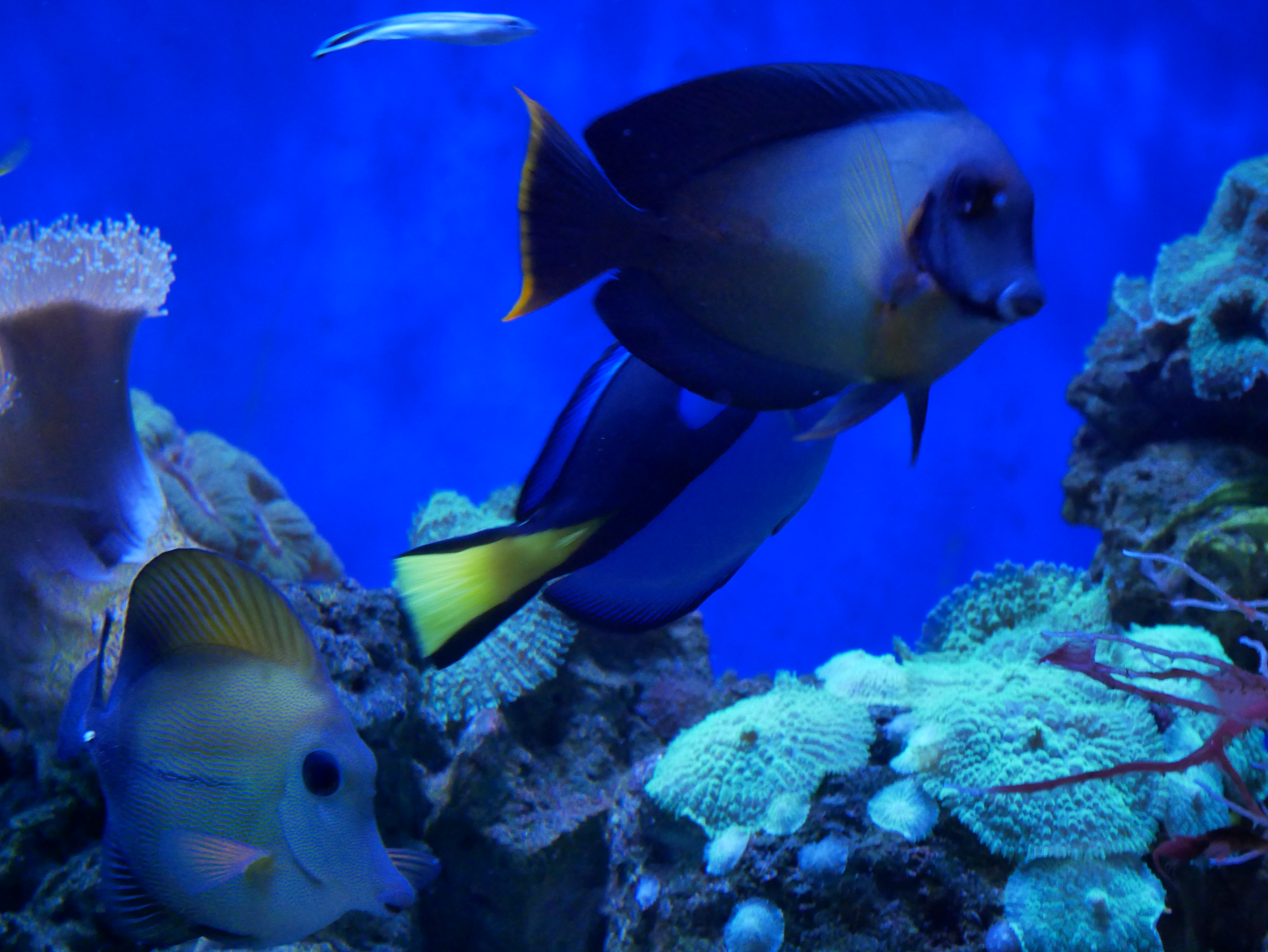
Schaubecken
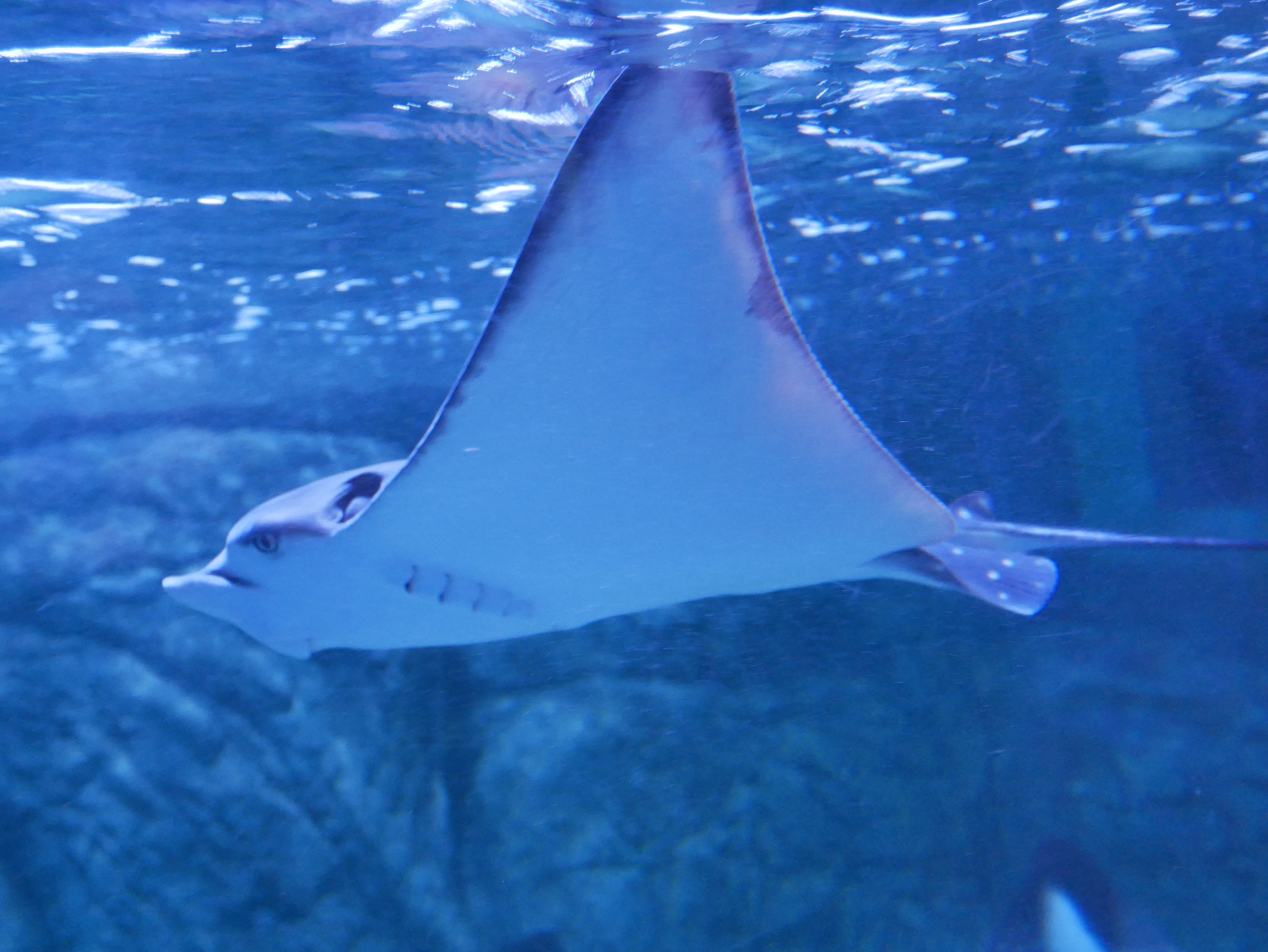
Rochen
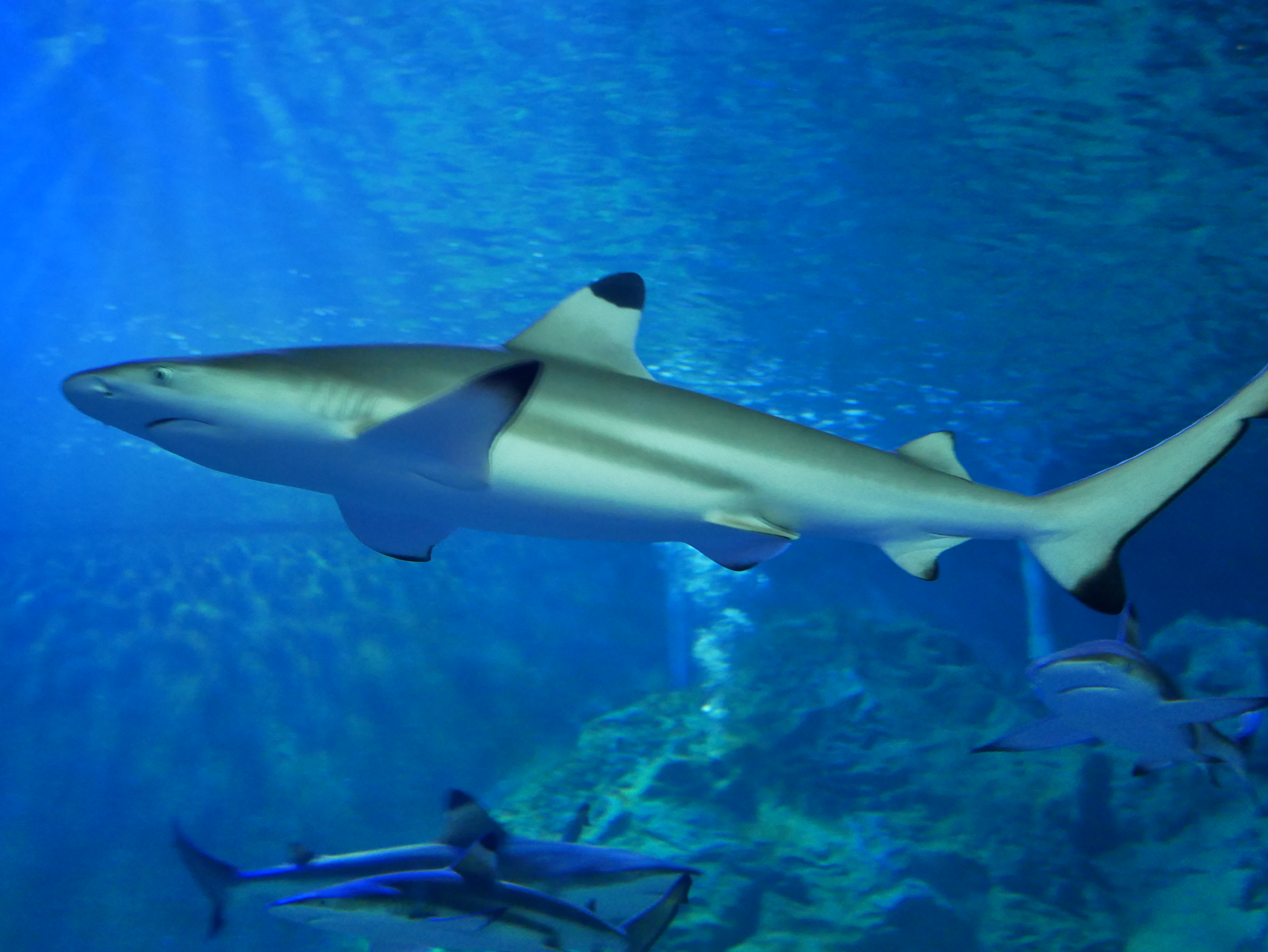
Schwarzspitzen-Riffhai (Carcharhinus melanopterus)

### Weitere Anlagen
Auf dem etwa 81 Hektar großen Gelände des Zoos werden die Tiere überwiegend nach geographischen Bereichen oder nach Tierfamilien gruppiert, gezeigt. Folgende Anlagen sind vorhanden: African Animal Zone, Australian Animal Zone, Asian Animals, Tropical Forest, Open Zoo Area, Twilight Zoo Area, Reptile House, Bird Park with Aviary-Walk-Through, Animal Clinic und Children Zoo.
Einige der gezeigten Tiere im Zoo sind im Rahmen von Austauschprogrammen oder nur für vorher festgelegte Zeiträume zu besichtigen. Nachfolgend sind einige ausgewählten Arten aus dem Bestand des Zoos der Jahre 2009 bis 2020 gezeigt.

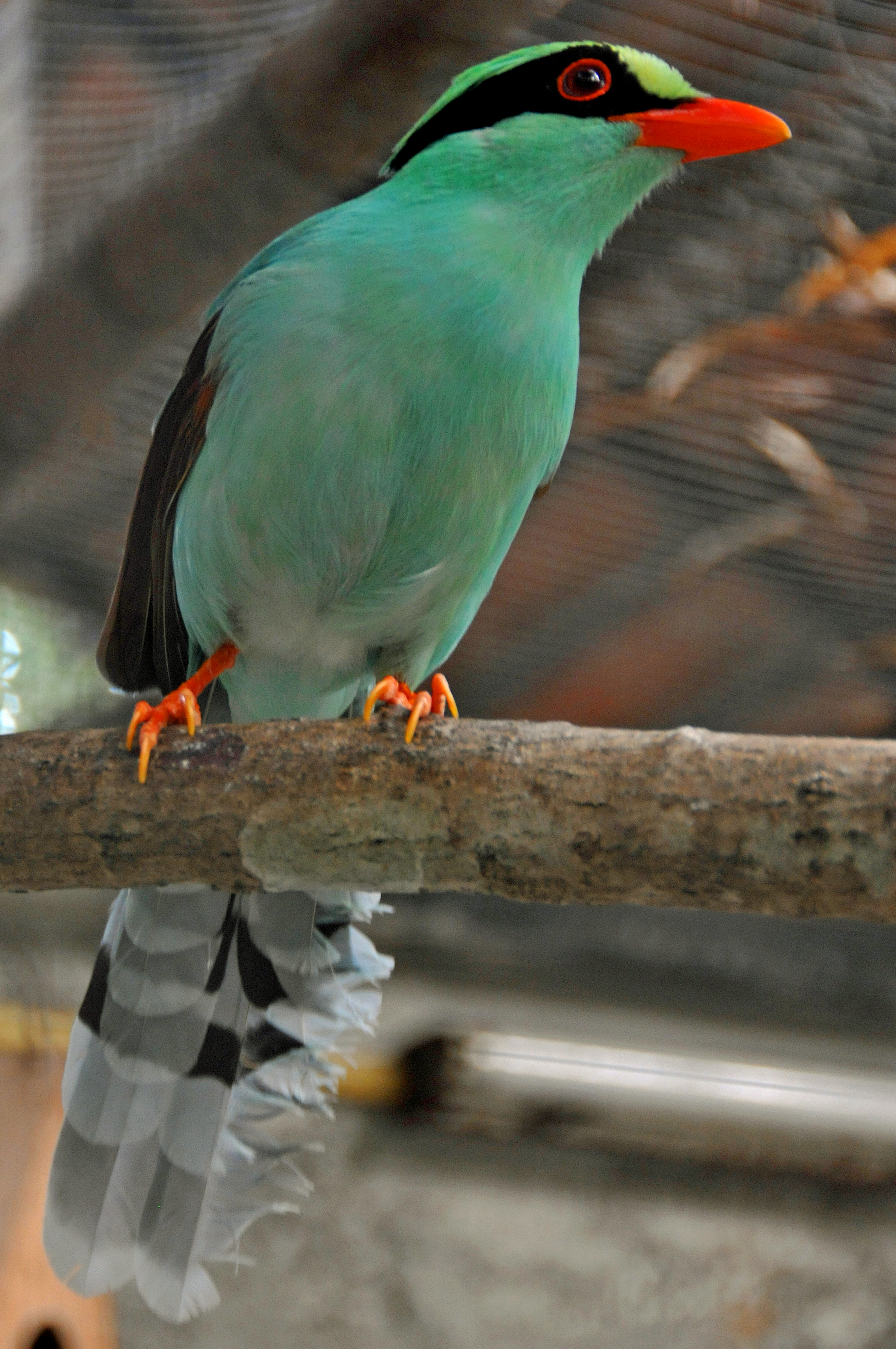
Jagdelster (Cissa chinensis)
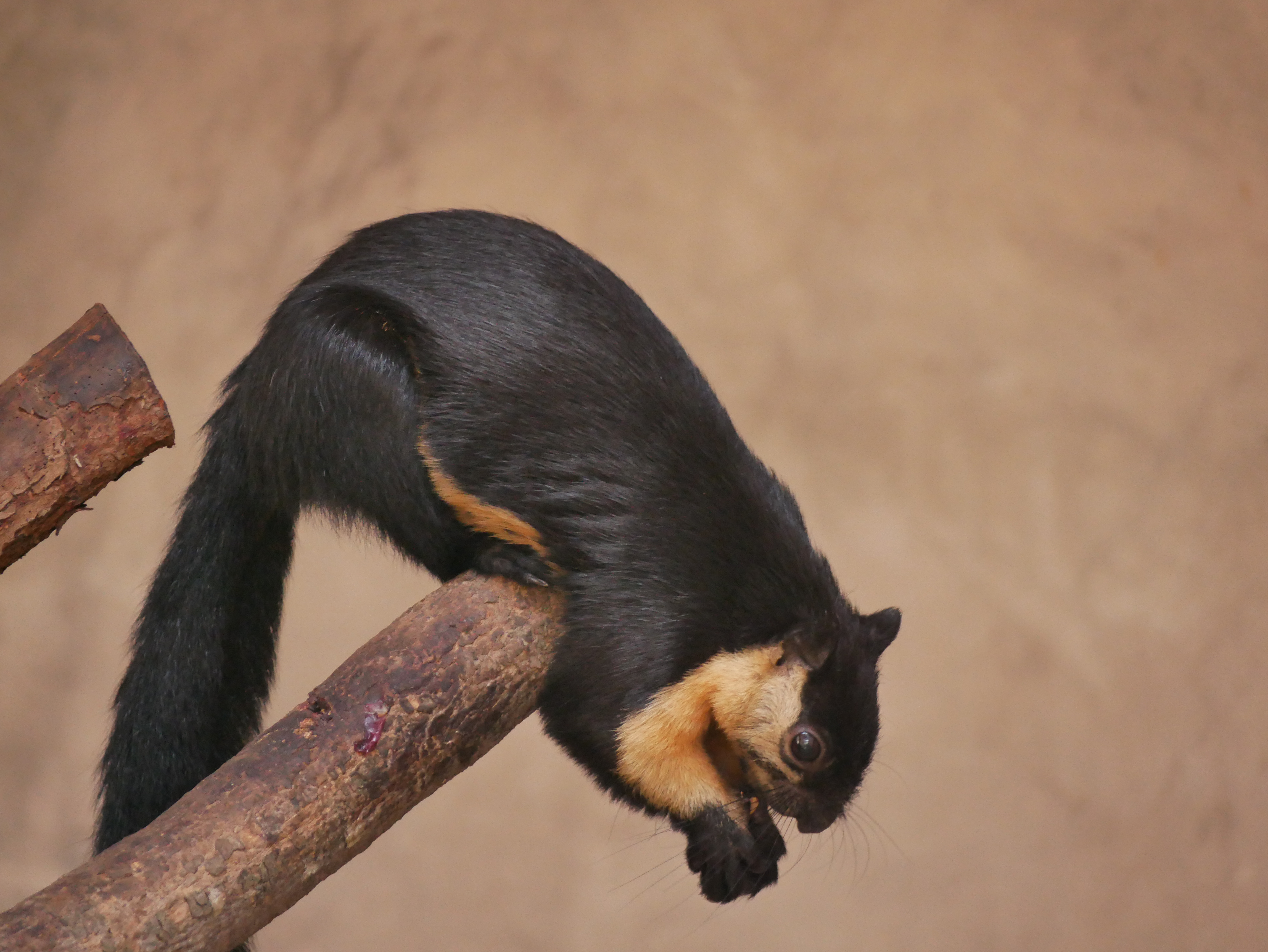
Schwarzes Riesenhörnchen (Ratufa bicolor)
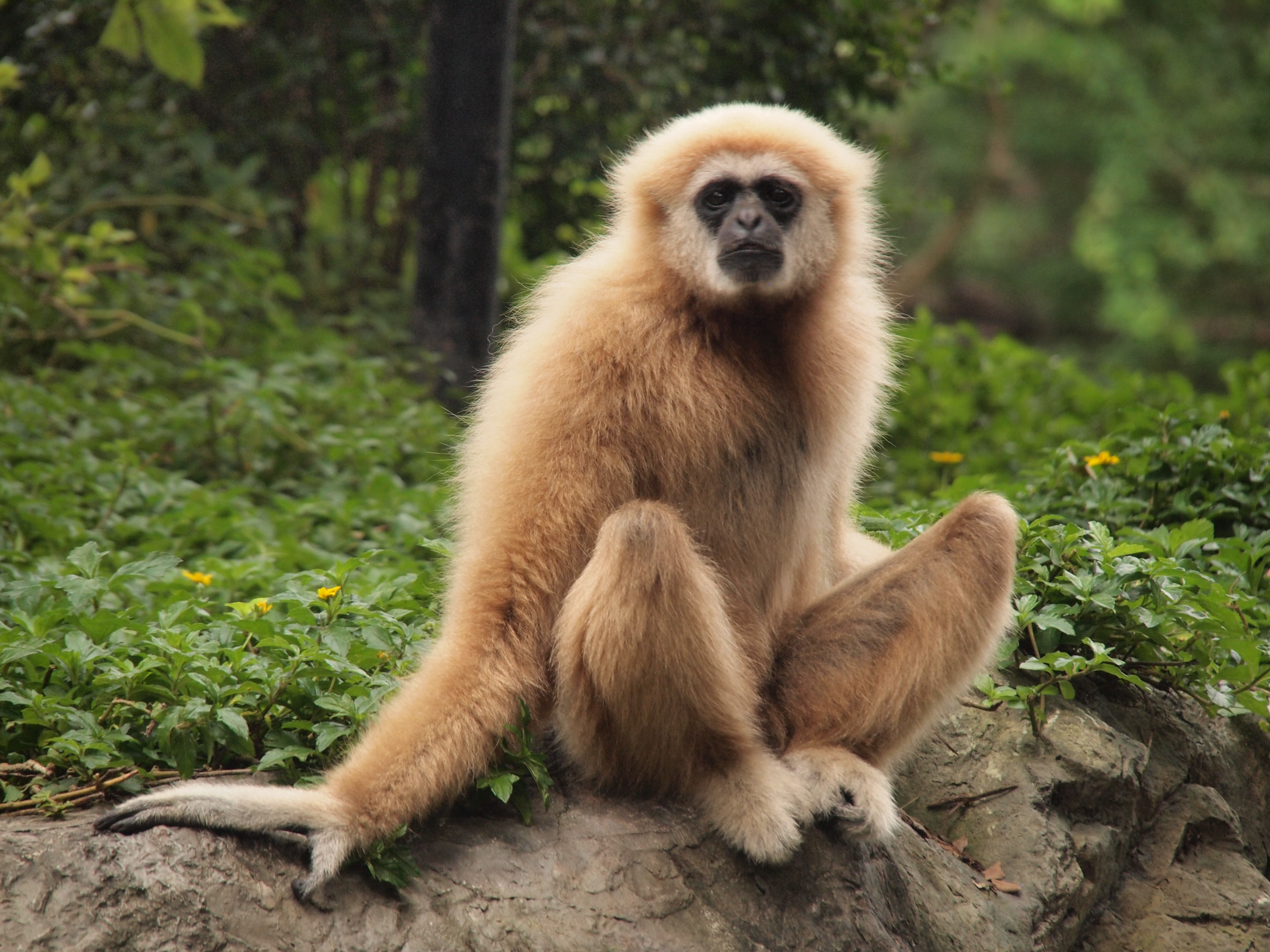
Weißhandgibbon (Hylobates lar)
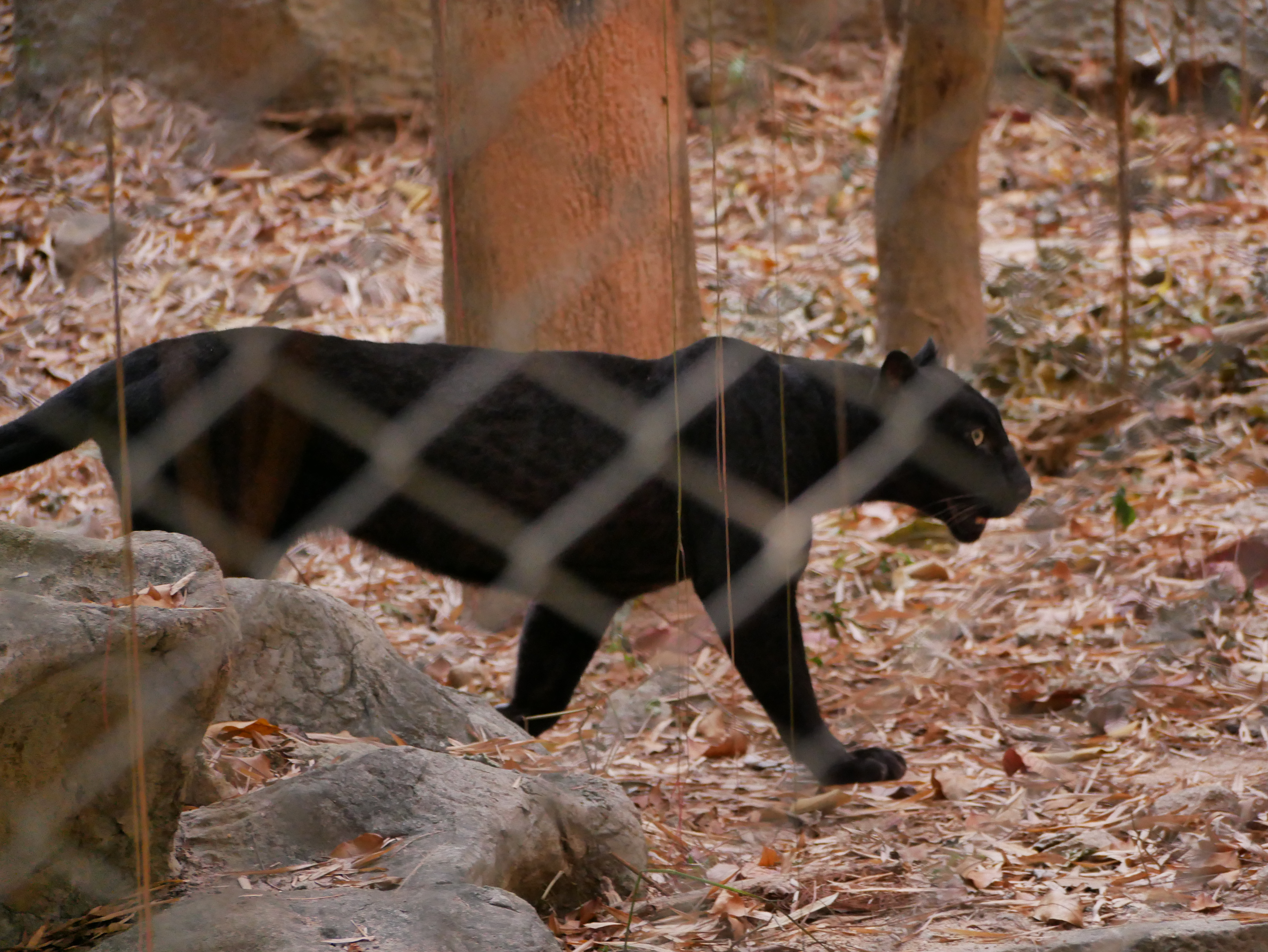
Schwarzer Panther (Panthera pardus)
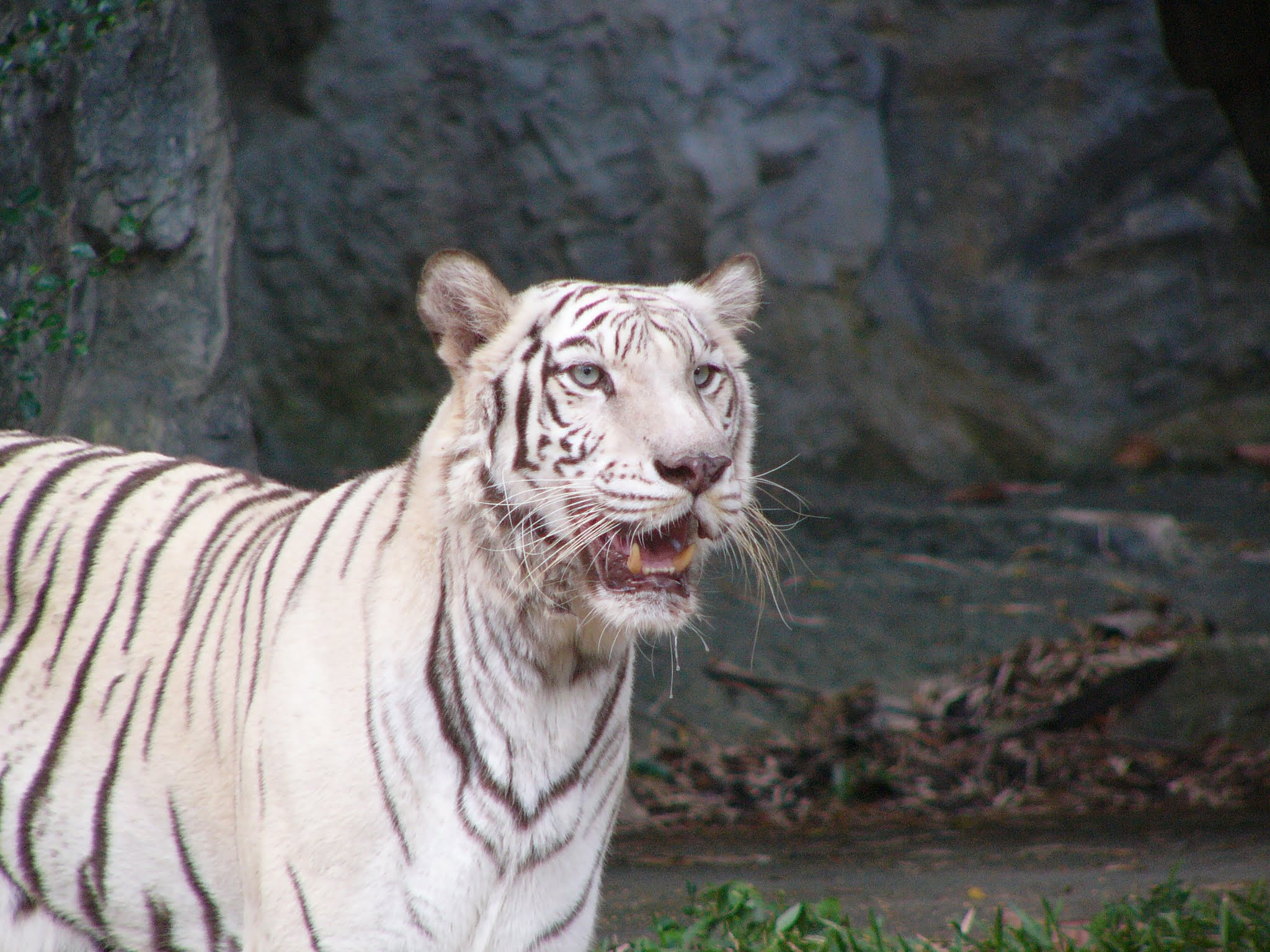
Weißer Tiger (Panthera tigris)
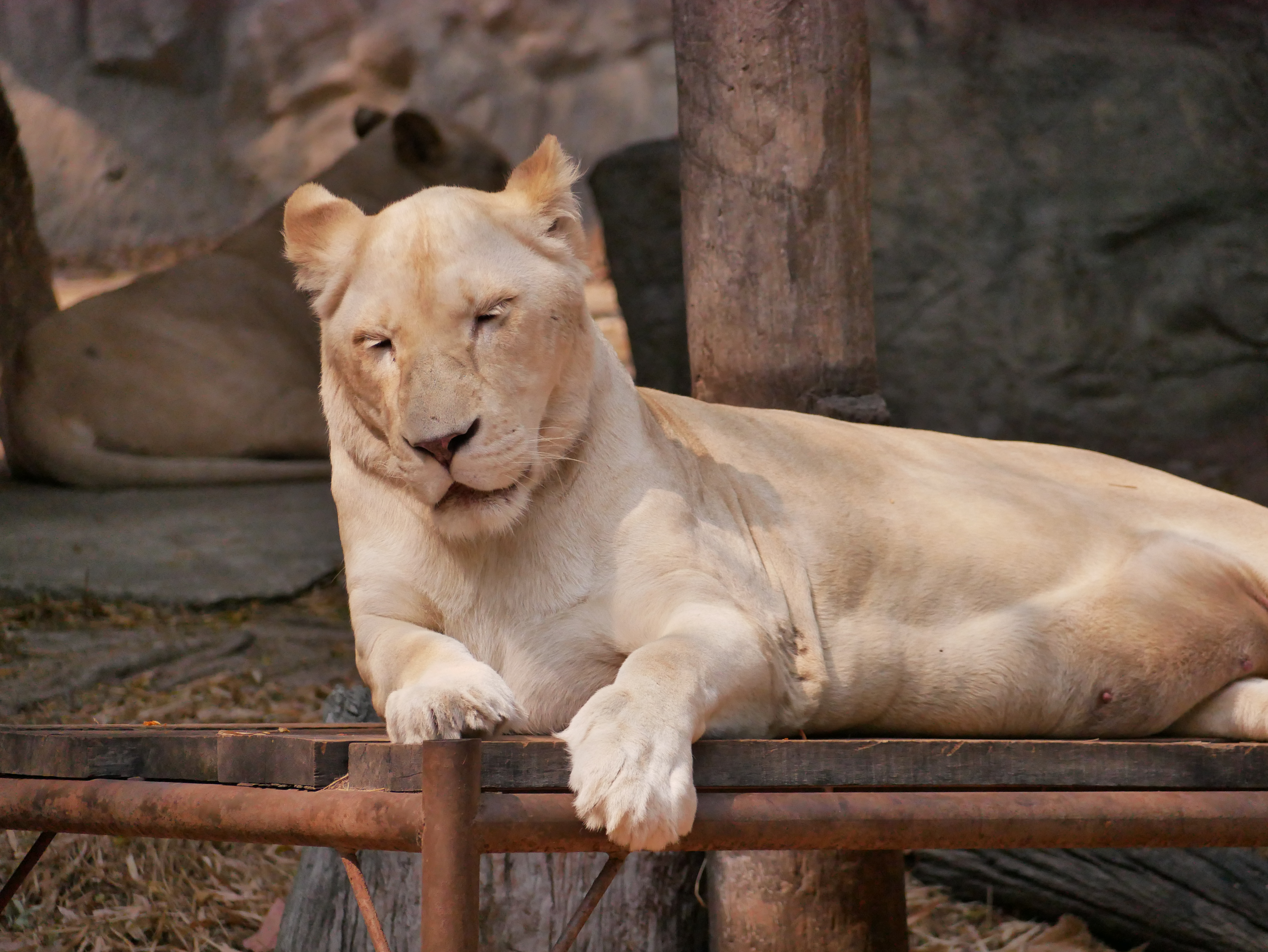
Weiße Löwin (Panthera leo)